# Record du Maroc de natation dames du 4 × 50 mètres nage libre
Cet article présente l'évolution du record du Maroc de natation dames du 4 × 50 mètres nage libre.

## Bassin de 25 mètres
| Temps         | Laps | Athlète                  | Naissance | Âge | Club | Compétition    | Lieu  | Date            |
| ------------- | ---- | ------------------------ | --------- | --- | ---- | -------------- | ----- | --------------- |
| 2 min 13 s 37 |      |                          |           |     | CNJ  | Meeting du FUS | Rabat | 19 juillet 2008 |
|               |      | Rhita Amziane El Hassani | 1994      | 14  |      |                |       |                 |
|               |      | Marwa Boulaamane         | 1993      | 15  |      |                |       |                 |
|               |      | Meryem Chahboun          | 1994      | 14  |      |                |       |                 |
|               |      | Kenza Lyangoubi          | 1994      | 14  |      |                |       |                 |
| -----         |      |                          |           |     |      |                |       |                 |
| 2 min 02 s 27 |      |                          |           |     | CNJ  | Meeting du FUS | Rabat | 18 juillet 2009 |
|               |      | Lilia Karrakcou          | 1992      | 17  |      |                |       |                 |
|               |      | Rita El Boukhari         | 1989      | 20  |      |                |       |                 |
|               |      | Kenza Lyagoubi           | 1994      | 15  |      |                |       |                 |
|               |      | Imane Boulaamane         | 1989      | 20  |      |                |       |                 |